# Film Austria
Film Austria ist ein Verein mit Sitz in Wien. Er ist einer der beiden österreichischen Interessensverbände der Filmproduktionsgesellschaften. Im Gegensatz zum anderen Verband, der association of austrian filmproducers (AAFP), treten die Mitglieder der Film Austria für ein von öffentlichen Subventionen unabhängigeres, also marktgerechteres und wirtschaftlicheres Filmschaffen ein.

## Gründungsgeschichte
Der Verband wurde am 19. April 2006 von den Produktionsgesellschaften Allegro Film, Dor Film, Epo-Film, MR Film, Team-Film, Wega Film und Satel Film gegründet. Dem zuvor ging am 6. April der Austritt aus der bisher einzigen Interessensvertretung österreichischer Filmproduzenten, der AAFP. Als Verbandspräsident wurde Veit Heiduschka von der Wega Film bestellt, sein Stellvertreter ist Helmut Grasser von der Allegro Film. Als Generalsekretär des Verbandes fungiert der Wiener Rechtsanwalt Alfred J. Noll.
Ein maßgeblicher Grund waren die Meinungsverschiedenheiten über die Anforderungen an die österreichische Filmförderung. Denn während kleinere wie jüngere und auf Kunstfilm ausgerichtete Produktionsgesellschaften sich für das „Gießkannenprinzip“ einsetzten, traten die kommerziell ausgerichteten, größeren Gesellschaften stärker für die Referenzfilmförderung ein, die vor allem Großproduktionen mit Aussicht auf kommerziellen Erfolg zugutekommt. Zweitgenannte gründeten daher diesen neuen Verband, der in seinen Zielen auch festhält, einen klaren „Kontrapunkt zu Fragmentierung, ökonomischer Unvernunft und Deprofessionalisierung gesetzt“ zu haben, „die in den letzten Jahren bedauerlicherweise stark zugenommen haben.“ Weiters wird festgehalten, ein größeres Maß an Unabhängigkeit von öffentlichen Subventionen zu erreichen, um der „sich abzeichnenden völligen Subventionsabhängigkeit Einhalt“ zu gebieten.

## Ziele und Selbstdefinition
Als Ziele des Verbandes, der sich als „Vereinigung kreativer Filmproduzenten“ bezeichnet wurden unter anderem festgelegt:
- Selbstverständnis „als maßgebliche Repräsentanz unabhängiger, kompetenter und professioneller Filmproduktion bzw. AV-Medienproduktion in Österreich. Zum Selbstverständnis von FilmAustria gehört Unternehmertum im wirklichen Wortsinn, mit bewusster Bereitschaft zu Risiko und dem Willen zu Erfolg und Ertrag.“
- Die Kompetenz umfasst „Entwicklung, Finanzierung, Produktion und Verwertung in der Eigenproduktion bzw. höchstes Qualitätsniveau in der Auftragsproduktion“
- Der Verband „setzt für sich diese hohen Kriterien in der festen Überzeugung ein, dass nur sie eine prosperierende österreichische Filmwirtschaft mit Zukunftsperspektive garantieren können [...] Damit ist auch ein klarer Kontrapunkt zu Fragmentierung, ökonomischer Unvernunft und Deprofessionalisierung gesetzt, die in den letzten Jahren bedauerlicherweise stark zugenommen haben.“[2]

## Mitglieder
Folgende Filmproduktionsgesellschaften sind Mitglied beim Film Austria (Stand: Jänner 2015):
- Allegro Film
- Andreas Hruza Filmproduktion
- Apollo Filmverleih
- Cinecraft Film
- Cosmos Factory
- Dor Film
- e&a film
- Eclypse Filmpartner
- Eidolon Entertainment
- Epo-Film
- Film27
- Gebhardt Productions
- Interspot Film
- Josef Aichholzer Filmproduktion
- MR Film
- PRE TV
- Prisma Film
- Sigma Filmproduktion
- SK Film
- Star*Film
- Tower10
- Wega Film